# Atlite
Atlite (em hebraico: עתלית; romaniz.: Atlit) é um município de tipo agrícola situado na costa mediterrânica, aos pés do monte Carmelo. Foi fundada em 1903 sobre as terras do barão de Rothschild, e o nome que lhe foi dado refere-se ao Castelo de Atlite, erguido à época das cruzadas, e cujos vestígios encontram-se ao norte da cidade. 
As vizinhanças de Atlite são: Neve Moshe, Yamit, Giv'at HaPrahim, Giv'at HaBrekhot, Giv'at Sharon, Shoshanat HaYam, HaGoren, Yafe Nof, Argaman, Savyonei Atlit e Allon. As vilas vizinhas mais próximas são Neve Yam e Ein Carmel.
Atlite foi declarada Conselho local em 1950 e, em 2004, foi incorporada ao Conselho regional de Hof HaCarmel. Sua população atual é de aproximadamente 4 500 habitantes. 
Em Atlite, na época das primeiras imigrações na  Terra de Israel, foi construída uma estação de experimentação agrícola, fundada em 1910, por um botânico de Zihron Yaakov, Aharon Aharonson, precursor, em 1906, do cultivo do “trigo selvagem”  na região de Rosh Pina. Aharonson foi igualmente um dos fundadores do grupo de espionagem Nili, que aliou-se ao serviço britânico contra os Turcos durante a Primeira Guerra Mundial. A estação experimental serviu então de base ao Nili e ponto de comunicação com as embarcações britânicas afixadas junto a praia de Atlite. Em 1917, os Turcos descobrem a rede de comunicação, interceptando um pombo-correio com uma mensagem secreta. Alguns dos espiões fogem, outros são levados à julgamento no tribunal do governador de  Cesareia, onde são torturados e mortos. 
Atlite também e conhecido pelo campo militar britânico que foi instalado ao redor da cidade. Na época da imigração ilegal, lá foram encarcerados os imigrantes judeus, encontrados pelas forças de controle navais inglesas. Em 10 de outubro de 1945, numa operação de incursão, Haganah libera os prisioneiros.
Atualmente, existe em Atlite uma fábrica de sal marinho.